# XIII distrito de París
El XIII distrito de París (13.° distrito de París), también conocido como distrito de Govelins, es uno de los veinte distritos o arrondissements de París, Francia. Está situado en la margen izquierda del Sena.
Es un distrito poco turístico y se trata de un antiguo barrio obrero. Hoy sobre todo es conocido por su barrio asiático, así como por la instalación en los años 1990 de la Biblioteca Nacional de Francia.
El alcalde del distrito es desde marzo de 2001 al 12 de julio de 2007 Serge Blisko, al cual sucede tras su elección como diputado Jérôme Coumet. El XIII distrito cuenta con dos diputados (del Partido Socialista): Jean-Marie Le Guen (9ª circunscripción, al este de la avenida de Gobelins y de la avenida de Italia) y Serge Blisko (10.ª circunscripción, a caballo entre los distritos XIII y XIV).

## Información general

### Demografía

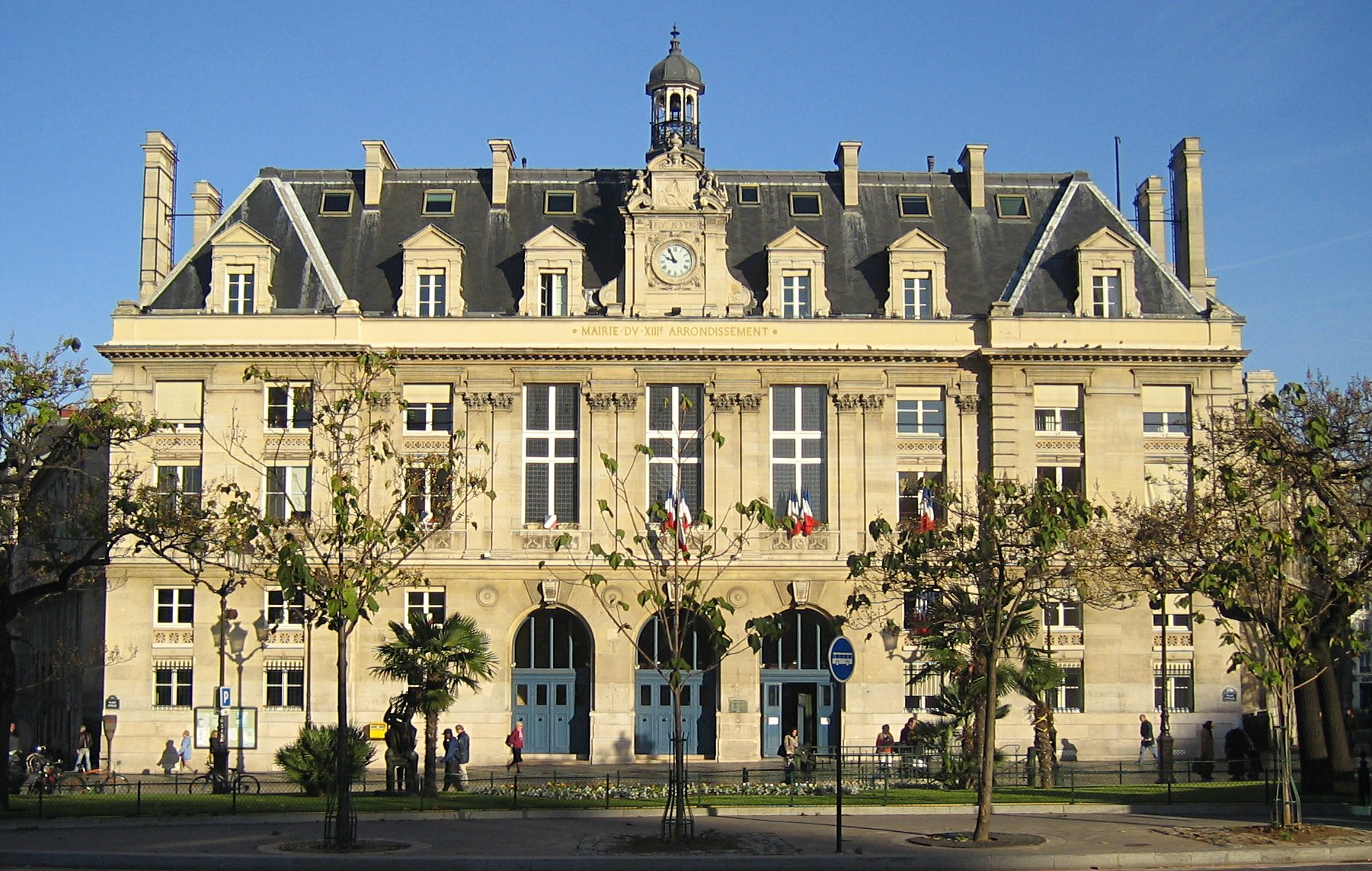
La alcaldía del XIII Distrito, frente a la place d'Italie.

El distrito contaba con 171.533 habitantes en el censo de 1999, sobre una superficie de 715 hectáreas, lo que supone una densidad de 23.991 hab/km².
| Año (censo nacional)     | Población | Densidad (hab. por km²) |
| ------------------------ | --------- | ----------------------- |
| 1962                     | 166 709   | 23 329                  |
| 1968                     | 158 280   | 22 149                  |
| 1975                     | 163 313   | 22 854                  |
| 1982                     | 170 818   | 23 904                  |
| 1990                     | 171 098   | 23 943                  |
| 1999 (pico de población) | 171 533   | 24 004                  |

### Historia

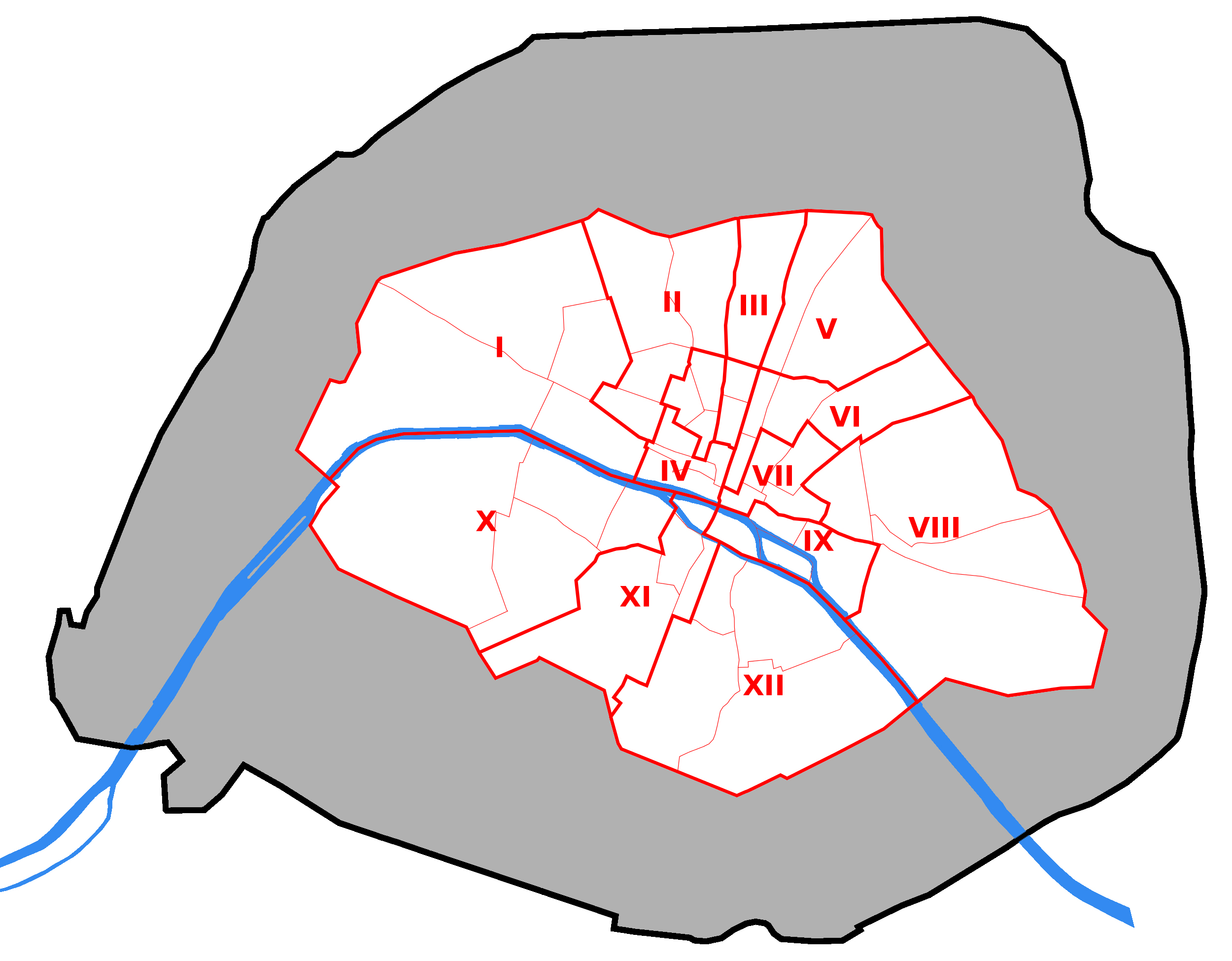
Distritos de París hasta la expansión de 1860.

El XIII distrito fue creado en el momento de la ampliación de París realizada en 1860, reuniendo partes del antiguo XII Distrito, del municipio de Gentilly y de Ivry. Un primer plan de numeración habría debido asignarle el número XIII al actual XVI arrondissement, pero eso fue rechazado allí, debido a que la expresión «casarse en la Alcaldía del XIII Distrito» había llegado a significar «vivir en concubinato», al margen de las buenas convenciones. El reparto de los distritos de izquierda a derecha y de arriba abajo fue abandonado entonces, adoptándose el plan actual, con una forma en espiral.
Los barrios del XIII distrito han sido testigos de algunos progresos tecnológicos de primer orden. Fue en la Butte aux Cailles donde aterrizaron Pilâtre de Rozier y el Marqués de Arlandes tras el primer vuelo humano en aerostato. En 1891, Panhard y Levassor crearon la primera fábrica de automóviles, junto a la Puerta de Ivry.
A lo largo del siglo XIX y de parte del XX, el XIII distrito conoció una fuerte actividad industrial, por ejemplo con la presencia de la chocolatería Lombart, de las fábricas Say o de la SUDAC, fábrica que producía aire comprimido para su uso en las redes de la aglomeración parisina.
La parte del distrito situada al sur de la place d'Italie ha sido objeto de una transformación profunda en la segunda mitad del siglo XX. Ya antes de la Segunda Guerra Mundial, la cité Jeanne d'Arc (boulevard Vincent-Auriol) había sido reconstruida en parte. Otros islotes insalubres parisinos fueron objeto de renovaciones: el islote n.º 13 (boulevard Auguste-Blanqui), el islote n.º 4 (en torno a la place Nationale) y el islote Bièvre.
La operación más importante es sin embargo la llamada Italie 13. Inspirada en las teorías de urbanismo de Le Corbusier, habría de remodelar una zona que va desde la Butte aux Cailles a la rue Nationale y desde el bulevar Vincent-Auriol a la Porte d'Italie. Ha dejado en el Distrito más de treinta torres de un centenar de metros de altura, concretamente en el barrio sur dalle de Les Olympiades.
En ese momento en que la operación se interrumpía, a mitad de los años 1970, llegaron los primeros refugiados vietnamitas al distrito, donde ocuparon las torres nuevas pero en buena parte vacías. Otras olas de refugiados o de inmigrantes del sudeste, sobre todo camboyanos y laosianos, y más tarde de la República Popular China vinieron a transformar una parte del sur del distrito en un auténtico barrio asiático, sin embargo sin llegar a formar un gueto, como ocurre en algunas Chinatowns.
En la década de 1990 empezaron grandes obras al Este del distrito, con la construcción de la Biblioteca Nacional de Francia y de un vasto nuevo barrio, llamado Paris Rive Gauche. Se trata también aquí de una de las mayores obras de Francia.
El 26 de agosto de 2005, un incendio produjo 17 muertos, de los que 14 eran niños, en un edificio ocupado por familias africanas en el número 20 del bulevar Vincent-Auriol.

## Geografía y equipamientos
El corazón del distrito es la place d'Italie. De forma circular, constituye el punto de convergencia de las principales avenidas y bulevares del distrito, así como de las líneas del Metro. Es allí donde se unen los barrios del distrito: Butte aux Cailles, Gobelins, barrio asiático.
El único barrio que verdaderamente escapa a la atracción de la plaza de Italia es la zona Paris Rive Gauche, en estos momentos en construcción a lo largo del Sena. Separada del resto del distrito por las vías férreas, recubiertas en parte, este barrio se vuelve hacia la orilla derecha por medio del parque de Bercy y la línea 14 del Metro. En su momento debería ocupar toda la orilla del Sena desde la estación de Austerlitz hasta el Bulevar Periférico.

### Barrios

#### Barrios administrativos
Cada distrito parisino está dividido administrativamente en cuatro barrios. Para el XIII distrito, se trata de los barrios siguientes:
- Barrio de la Salpêtrière (49.º barrio de París), limita al norte en los bulevares Saint-Marcel y del Hospital, al Este por el Sena, al sur por el boulevard Vincent-Auriol y al Este por la avenue des Gobelins. Es este sector destaca el hospital de la Pitié-Salpêtrière y la parte norte de Paris Rive Gauche.
- Barrio de la Gare (50.º barrio de París), que delimitado en el norte por el boulevard Vincent-Auriol, en el Este por el Sena, al sur por los municipios de Ivry-sur-Seine y del Kremlin-Bicêtre y al Este por la avenue de Choisy. En este sector destaca el barrio asiático y la parte sur de Paris Rive Gauche.
- Barrio de la Maison-Blanche (51.º barrio de París), delimitado en el norte por el boulevard Auguste-Blanqui, al Este por la avenue de Choisy, al sur por los municipios de Kremlin-Bicêtre y de Gentilly y al oeste por las calles Amiral-Mouchez y La Santé.
- Barrio de Croulebarbe (52.º barrio de París), delimitado al norte por el boulevard de Port-Royal, al Este por la avenue des Gobelins, al sur por el boulevard Auguste-Blanqui y al oeste por rue de la Santé. En la Avenue des Gobelins se encuentra la manufactura de los Gobelinos, así como numerosos restaurantes y salas de cine.

#### Barrios en el sentido corriente del término
- La Butte aux Cailles
- Quartier asiatique o barrio asiático de París
- El arrabal de Saint-Marcel
- Paris Rive Gauche o Sena orilla izquierda: una de las mayores obras de Francia, que ocupa toda la parte oriental del Distrito a lo largo del Sena.

### Calles, plazas, espacios verdes
Espacios verdes:
- Parque de Choisy
- Parque Kellermann
- Jardín Moulin de la Pointe

Para una lista de las vías y plazas del XIII distrito, véase: Categoría:Vías del XIII distrito de París.

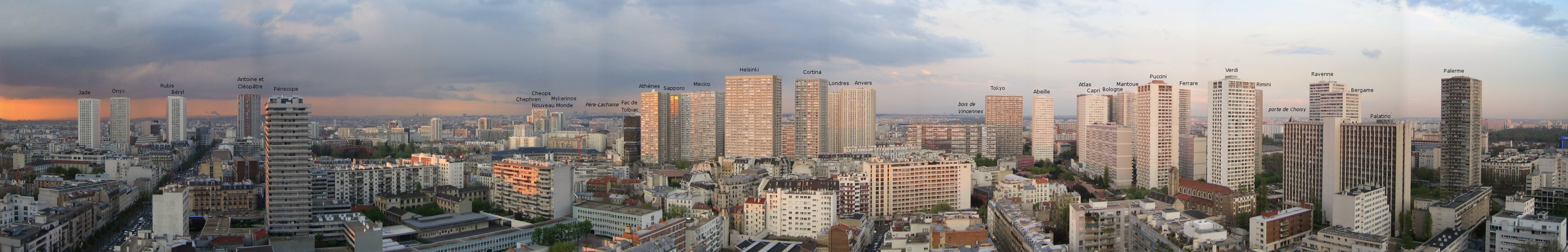
Vista panorámica del distrito. Lleva anotaciones sobre la imagen, visibles en su resolución máxima.

### Monumentos
- Biblioteca Nacional de Francia (BNF)
- Piscina de la Butte-aux-Cailles
- Estación de Austerlitz
- Manufactura de los Gobelinos
- Hospital de la Pitié-Salpêtrière: construido en el emplazamiento de una antigua fábrica de pólvora, el Hospital consta de un conjunto de edificios construidos a lo largo de siglos. En el medio se encuentra la iglesia de San Luis de la Salpêtrière.

### Cultura y sociedad

#### Religión
El XIII es un distrito con una importante mezcla de culturas y en él se encuentran numerosos lugares de culto para distintas religiones.
Culto católico:

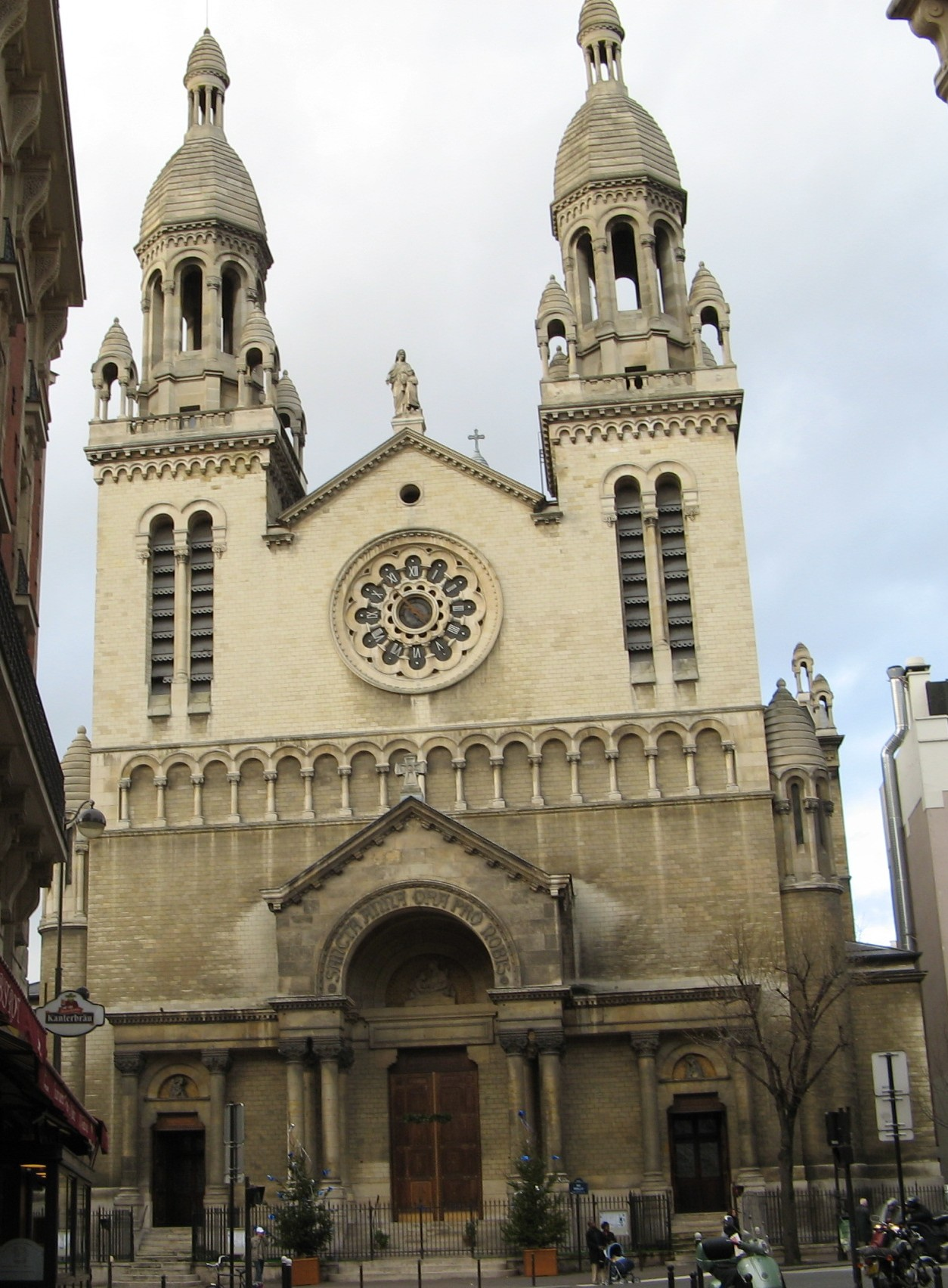
Iglesia de Sainte-Anne de la Butte-aux-Cailles.

- iglesia Notre-Dame de la estación, Plaza Jeanne d'Arc
- capilla Notre-Dame de la Sagesse, 15 rue Abel Gance
- iglesia Sainte-Anne de la Butte-aux-Cailles, 186/188 rue de Tolbiac
- iglesia Saint-Hippolyte, 27 avenue de Choisy
- iglesia Saint-Marcel, 82 boulevard de l'Hôpital
- iglesia Sainte-Rosalie, 50 boulevard Auguste Blanqui
- iglesia Saint-Jean des Deux-Moulins, 185/187 rue du Château des Rentiers
- iglesia Saint-Albert le Grand, 123 rue de la Santé

Culto protestante:
- iglesia reformada de Port Royal, 18 boulevard Arago
- iglesia evangélica luterana de la Trinidad, 172 boulevard Vincent Auriol
- iglesia reformada evangélica, 83 rue de l'Amiral Mouchez
- iglesia evangélica de los Gobelinos, 3 bis rue des Gobelins

Culto ortodoxo:
- iglesia orthodoxe de France, paroisse Saint-Irénée, 96 boulevard Auguste Blanqui

Culto israelita:
- sinagoga Sidi Fredj Halimi, 61 rue Vergniaud
- sinagoga Avoth ouvanim, 66 avenue d'Ivry

Culto budista:
- dos pagodas, una en la explanada de las Olympiades y la otra debajo (rue du Disque).

#### Música
El XIII distrito presenta cierta concentración de jóvenes implicados en el mundo del espectáculo, del cine y de la música, como el grupo de rap Mafia Trece, la Asociación Jab que promueve la realización de cortometrajes, el PG Crew creador de Jepsounds.com, portal consagrado al universo de las músicas electrónicas, el D12 team, que representa uno de los bastiones del videojuego en la región parisina y por último Cathare prod, casa de producción de la nueva generación, en la línea de Les Nuls.

### Transporte público
El distrito cuenta con cinco líneas del Metro, una línea del RER y una línea de tranvía:
- línea 5 (Place d'Italie – Bobigny): barrio del Hospital y de la Place d'Italie.
- línea 6 (Charles de Gaulle-Étoile – Nation): atraviesa el Distrito de oeste a este.
- línea 7 (Villejuif-Mairie d'Ivry – La Courneuve): atraviesa el Distrito de norte a sur.
- línea 10 (Boulogne/Porte de St Cloud – Gare d'Austerlitz): Estación de Austerlitz.
- línea 14 (Olympiades – Gare Saint-Lazare): Biblioteca François Mitterrand y Olympiades.
- Línea RER C: a lo largo del Sena.
- T3 (tranvía), abierta el 16 de diciembre de 2006: bulevares de los Mariscales, en el sur del Distrito.

La línea 14 ha sido prolongada el 26 de junio de 2007 desde la estación Bibliothèque François Mitterrand hasta Olympiades. Según el Plan director de la Región Isla de Francia aprobado en 2007, la línea debería con el tiempo llegar a la estación Maison Blanche y permitir la correspondencia con la línea 7.
Numerosos autobuses tienen paradas en el XIII Distrito: las líneas 21, 27, 47, 57, 62, 64, 67, 83, 89, 132, 325, PC2.
En el noreste del distrito, la red SNCF de la Estación de Austerlitz permite llegar al sur de Francia. En el sur del distrito, la línea de Petite Ceinture, hoy sin servicio, servía antiguamente para transporte de mercancías.

## Vida del distrito

### Educación
El XIII distrito cuenta con:
- 33 escuelas de enseñanza infantil
- 30 escuelas de enseñanza primaria
- 16 collèges (centros donde se imparte la enseñanza secundaria obligatoria), a saber:

1. collège Claude Monet
2. collège Gabriel Fauré
3. collège Gustave Flaubert
4. collège Thomas Mann, abierto en 2002

Y algunos collèges privados como:
1. Notre Dame de France
2. Sainte-Anne
3. Notre-Dame de la Estación

- 15 liceos (centros donde se imparte el Bachillerato):
  - Públicos

1. Liceo Claude Monet
2. Liceo Gabriel Fauré
3. Liceo Rodin
4. Liceo Tolbiac

- - Privados

1. Liceo Jacob Kaplan
2. Liceo Notre-Dame

- Algunos centros universitarios:

1. Facultad de medicina de Universidad Sorbona Pitié Salpêtrière (Medicina)
2. Universidad de París Cité (Letras y Humanidades — Ciencias — Salud)
3. Maison des sciences économiques (Ciencias económicas)
4. Centro René-Cassin Universidad de París I Panthéon-Sorbonne (Derecho)
5. Centro Pierre-Mendès-France Universidad de París I Panthéon-Sorbonne (Humanidades — Economía — Administración — Artes)

- 10 escuelas de enseñanzas superiores:

1. École nationale de chimie physique et biologie de Paris
2. École des Gobelins
3. École Supérieure Estienne des Arts et Industries Graphiques
4. École des Infirmières de la Pitié-Salpêtrière IFSI
5. École nationale supérieure d'arts et métiers
6. École nationale supérieure des télécommunications

### Artes
El distrito XIII cuenta con ciertas bazas en el plano artístico gracias a la presencia de numerosas galerías de vanguardia en la rue Louise-Weiss. En el mismo barrio, los inmensos Frigos, antiguos almacenes frigoríficos, dan cobijo a numerosos talleres de artistas desde comienzos de los años 1980.
En arquitectura pocos distritos han proporcionado tal cantidad de oportunidades a los arquitectos modernos. El 13 cuenta en consecuencia con realizaciones de grandes nombres del siglo XX y de la época contemporánea, entre los cuales:
- dos de los muy escasos edificios construidos por Le Corbusier en París: la casa Planeix en el número 26 del boulevard Masséna (1924) y el Ejército de Salvación, situado entre la rue Cantagrel y la rue du Chevaleret (1934).
- el importante conjunto de viviendas de gran altura, de Christian de Portzamparc (1975), que prefigura la concepción de «islote abierto» que el arquitecto utiliza en el presente en el barrio Paris Rive Gauche.
- la primera construcción de Norman Foster en París: un edificio de oficinas en la esquina de la rue Neuve-de-Tolbiac y de la avenue de France (2004).

### Instalaciones deportivas
El XIII distrito dispone de unos cincuenta complejos deportivos, lo que hace de él uno de los distritos mejor equipados. Muchos se sitúan allí donde están también quienes tienen menos de veinte años y el resto están dispersos por el distrito.
Entre otros, podemos encontrar numerosos estadios, gimnasios y piscinas, entre las que están:
- La piscina de la Butte-aux-Cailles.
- La muy reciente piscina Joséphine-Baker, piscina flotante sobre el Sena.
- El Estadio Charléty, en el límite con el XIV Distrito.
- El Estadio Carpentier, en el Bulevar Masséna.

### Asociación
- La Péniche du Coeur, Asociación que acoge a los «sin techo» enviados por los servicios sociales

### Evocaciones literarias
Una parte de Los miserables de Victor Hugo se desarrolla en el actual XIII Distrito (Boulevard de l'Hôpital). 
También cabe citar la novela Niebla en el puente de Tolbiac, de Léo Malet (alrededores de Rue Watt), que está ambientada en este distrito parisino.